# Amâncio (prepósito)
Amâncio (em latim: Amantius; 518) foi um oficial bizantino do século VI que esteve envolvido nas questões religiosas do reinado dos imperadores Anastácio I Dicoro (r. 491–518) e Justino I (r. 518–527).

## Biografia

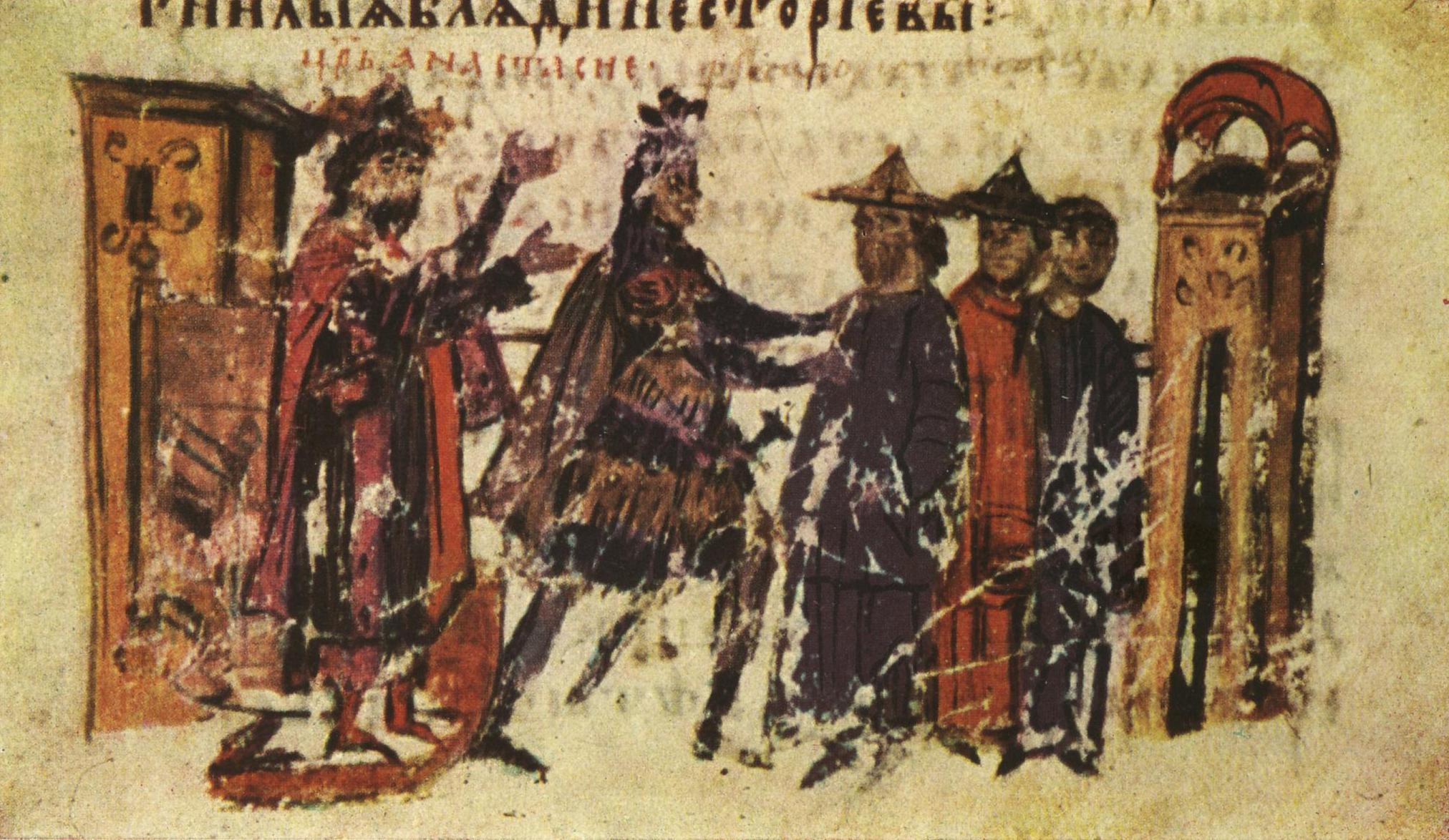
Perseguição aos heréticos sob em Iluminura da Crônica de Constantino Manasses

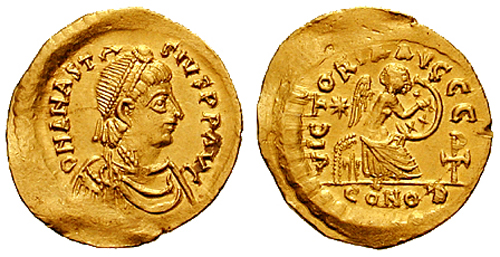
Semisse de r.

Nada se sabe das origens da Amâncio. Sua primeira menção ocorreu em 518, quando era prepósito do cubículo sagrado; segundo os autores da PIRT, é possível que mantivesse o posto desde 513. Diz-se que em certa ocasião teve os mesmos sonhos que o imperador Anastácio I (r. 491–518) e eles foram interpretados por certo Proclo. Segundo as fontes, possuía grande influência na corte. Quando Anastácio morreu, apresentou seu doméstico Teócrito e subornou Justino para apoiá-lo, porém ele usou o dinheiro para assegurar sua própria eleição.
Subsequentemente, provocou distúrbios em Constantinopla com intenção de substituir Justino por Teócrito. 10 dias após a ascensão de Justino, ou seja, no fim de julho de 518, foi executado junto com o cubiculário André. Zacarias Retórico e Procópio afirmaram que a execução deveu-se a sua rudeza com João II, o patriarca de Constantinopla; pensa-se que a execução deles deveu-se a oposição às políticas religiosas de Justino.
Em assuntos religiosos, foi um opositor das políticas de Justino, que apoiou o Concílio da Calcedônia e o Tomo de Leão. Acredita-se que seria, portanto, um monofisista, porém, segundo Conde Marcelino, era maniqueísta; é considerado um mártir monofisista. Em 16 de julho de 518, na Grande Igreja de Constantinopla, nas aclamações de uma congregação pró-calcedônia, foi comparado a Crisáfio e sua expulsão foi exigida. Depois, em 16 de setembro em Tiro, sua morte foi aplaudida. Registrou-se que Amâncio reconstruiu a igreja de São Tomás em Constantinopla, num distrito que depois levou seu nome, e que recebeu uma carta de Severo de Antioquia. É mencionado em versos inscritos num cetro dado a ele por lealdade.